# Sedliacka Dubová

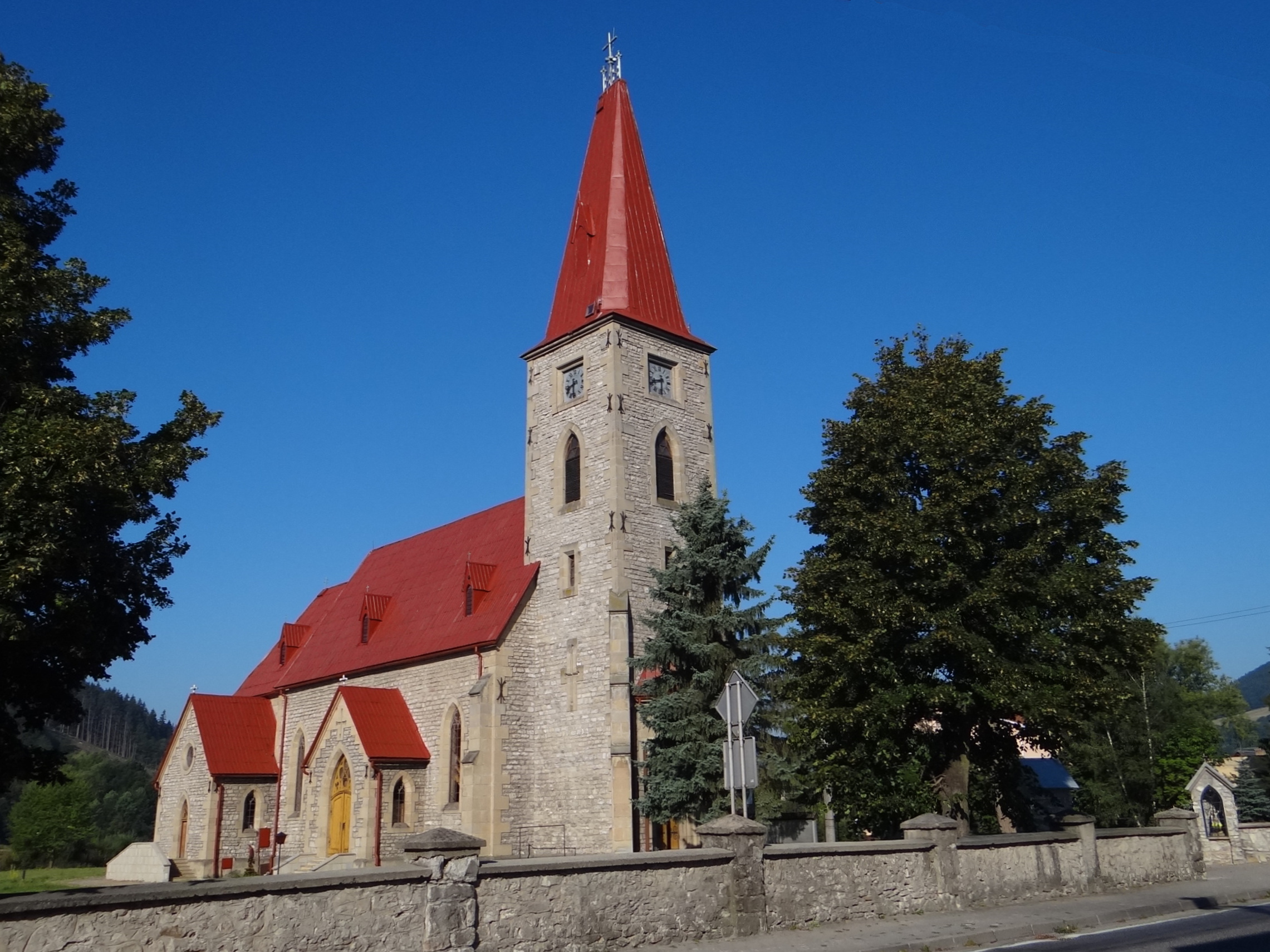
Sedliacka Dubová

Sedliacka Dubová (Hongaars: Parasztdubova) is een Slowaakse gemeente in de regio Žilina, en maakt deel uit van het district Dolný Kubín.
Sedliacka Dubová telt 513 inwoners.